# Cape Advanced Vehicles

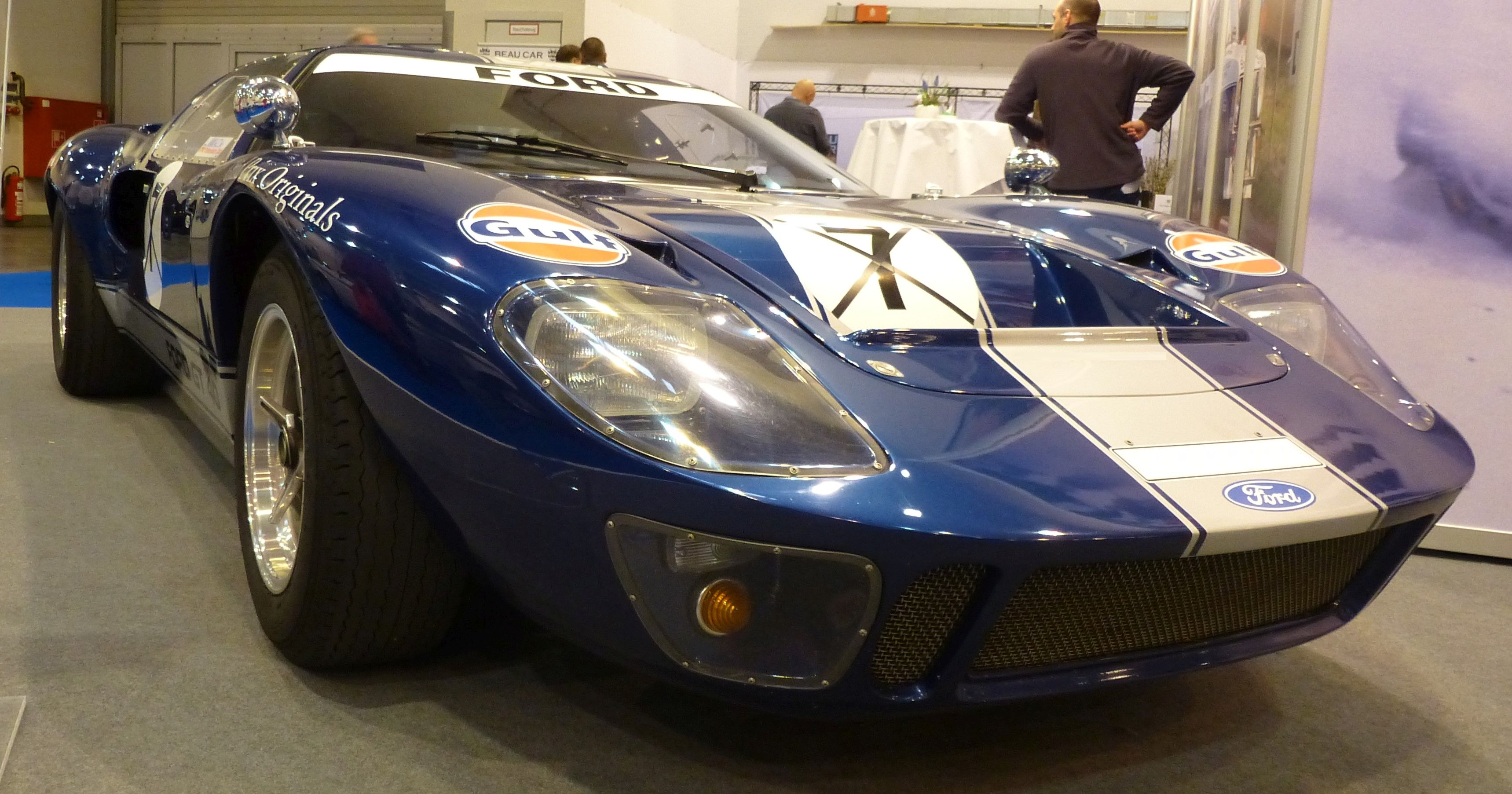
CAV

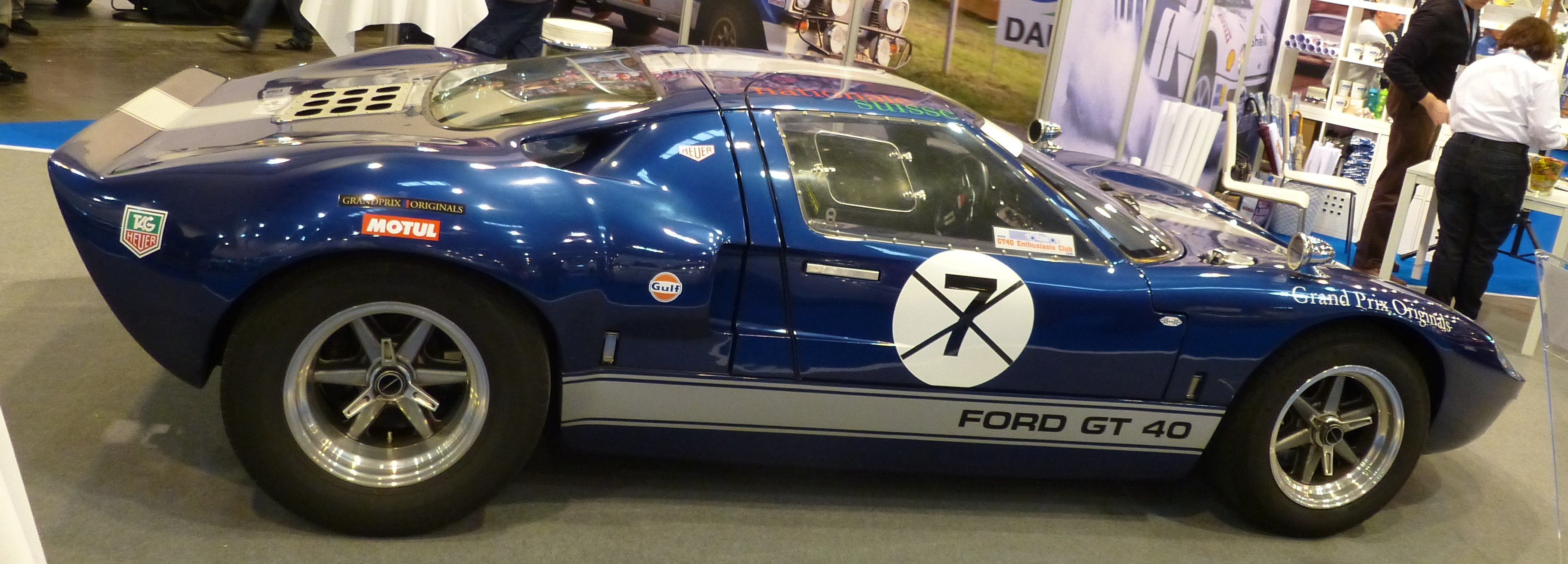
Seitenansicht

Cape Advanced Vehicles ist ein südafrikanischer Hersteller von Automobilen.

## Unternehmensgeschichte
Das Unternehmen wurde 1999 in Kapstadt gegründet. 2000 begann die Produktion von Automobilen. Der Markenname lautet CAV. Anfangs gab es eine Zusammenarbeit mit GTD aus England und seit 2005 mit Auto Futura aus Kapstadt. Für 2000 und 2001 sind jeweils 16 Fahrzeuge überliefert, für 2002 26 und für 2003 15.

## Fahrzeuge
Im Angebot stehen Nachbildungen des Ford GT 40. Verschiedene V8-Motoren von Ford mit wahlweise 4700 cm³ Hubraum, 5000 cm³ Hubraum oder 5800 cm³ Hubraum und bis zu 400 PS treiben die Fahrzeuge an.